# Veenendaal–Veenendaal Classic (Frauenradsport)
Veenendaal–Veenendaal Classic ist ein Straßenradrennen im Frauenradsport in den Niederlanden.
Das Eintagesrennen wurde erstmals im Jahr 2018 ausgetragen und ist das Gegenstück zum gleichnamigen Männerrennen. Nachdem das Rennen von 2019 bis 2021 abgesagt wurde, steht es seit der Saison 2022 wieder im Rennkalender und findet einen Tag vor dem Männerrennen statt. Das Frauenrennen ist in die Kategorie 1.1 eingestuft. 
Die Strecke führt wie das Männerrennen auf einem Rundkurs, der mehrfach absolviert wird, durch den südlichen Teil des größten zusammenhängenden Waldgebiets in den Niederlanden, die Veluwe, mit Start und Ziel in Veenendaal. 

## Palmarès
| Jahr | Siegerin             | Zweite              | Dritte           |          |
| ---- | -------------------- | ------------------- | ---------------- | -------- |
| 2018 | Annemiek van Vleuten | Małgorzata Jasińska | Lorena Wiebes    |          |
| 2019 | abgesagt             | abgesagt            | abgesagt         | abgesagt |
| 2020 | abgesagt             | abgesagt            | abgesagt         | abgesagt |
| 2021 | abgesagt             | abgesagt            | abgesagt         | abgesagt |
| 2022 | Gladys Verhulst-Wild | Karlijn Swinkels    | Rachele Barbieri |          |
| 2023 | Lotte Kopecky        | Martina Fidanza     | Daria Pikulik    |          |
| 2024 | Riejanne Markus      | Barbara Guarischi   | Marthe Truyen    |          |